# AS-102 (SA-7)

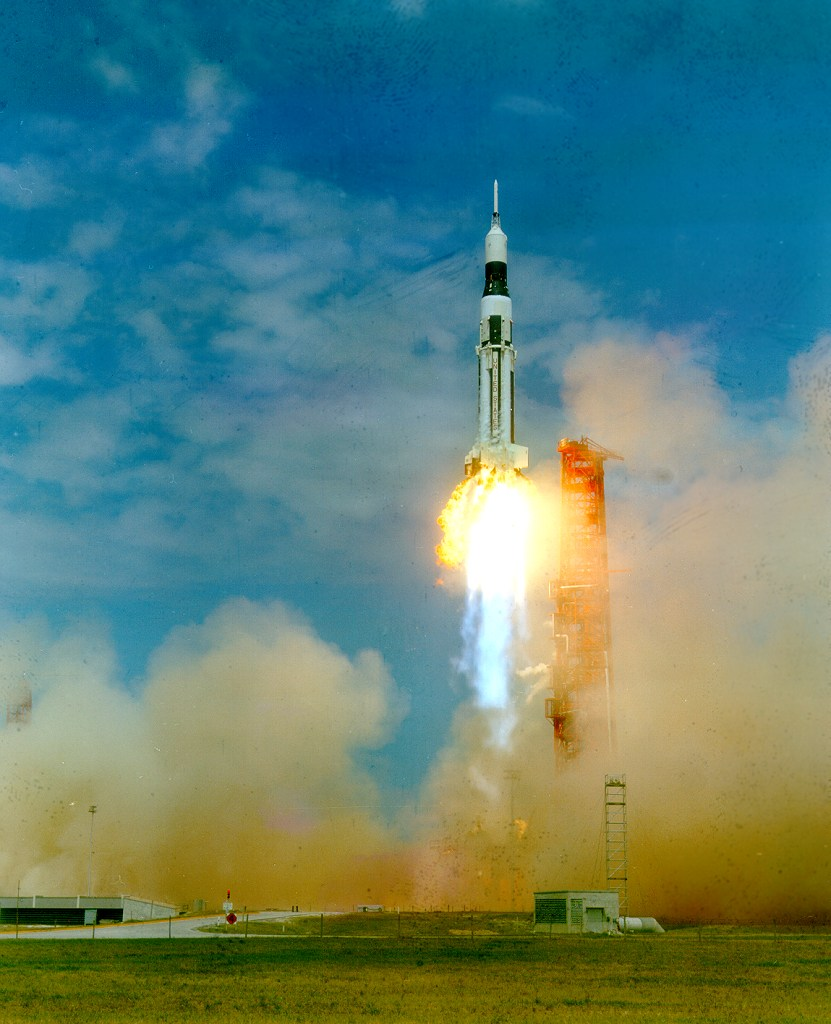
Старт SA-7

«SA-7» (англ. Saturn-Apollo 7, Сатурн-Аполлон-7) — сьомий, останній, випробувальний політ  ракети-носія Сатурн-1, здійснений за програмою Аполлон. Третій запуск двоступеневої ракети (блок 2). Безпілотний випробувальний політ. Другий політ масогабаритної моделі корабля Аполлон.

## Опис
Сатурн-1 була двоступеневою ракетою-носієм зі ступенів S-I і S-IV. Нагорі другого ступеня було прикріплено масогабаритний макет корабля Аполлон (BP-15) у складі командного і службового відсіків масою 7 800 кг.
Командний відсік у формі алюмінієвого конуса зі сферичною основою, діаметром основи 391 см, висотою конуса 356 см, був вкритий корком для теплозахисту й імітував розміри, масу, форму і центр маси відсіку у пілотованому польоті.
На вершині відсіку було змонтовано башту системи порятунку на старті висотою 305 см, до якої було прикріплено макет двигуна довжиною 470 см
Службовий відсік з алюмінію, діаметром 391 см, довжиною 358 см, розташовувався під командним відсіком.
Масогабаритний макет кріпився до розгінного блоку, який кріпився до перехідника.
Після запуску перехідник з відсіком приладів залишався прикріпленим до другого ступеня і макету.
Відсік приладів масою 16 650 кг довжиною 24,4 м використовувався для розміщення приладів, що вимірювали 133 показники, зокрема перепади температур і аеродинамічні навантаження. Також відсік мав три телеметричні системи.

## Підготовка
На початку липня обслуга виявила пошкоджений кисневий розподільник на одному з двигунів першого ступеня. Вперше за весь час підготовки ракет-носіїв Сатурн-1 довелося замінити двигун.
Керівництво НАСА вирішило відправити усі двигуни на завод-виготівник, подібно до випадку з пошкодженими патрубками у SA-5
Заміна кожного з восьми двигунів масою 725 кг тривала 10 годин.
Заміна двигунів спричинила перенесення запуску з кінця серпня на середину вересня.
28 серпня на мис Канаверал налетів ураган, ракета пережила його під захистом башти обслуговування.
15 вересня відбувся неочікуваний візит президента США Ліндона Джонсона, що збіглося з перевіркою системи оповіщення зворотного відліку, доданої після затуляння огляду при зворотному відліку у польоті SA-5

## Політ
18 вересня 1964 відбувся успішний запуск. Перший ступінь ракети-носія вивів другий ступінь з прикріпленими масогабаритним макетом на орбіту навколо Землі, подібну до запланованої проміжної орбіти під час пілотованих польотів за програмою Аполлон
Вісім кінокамер і одна телевізійна, змонтовані на першому ступені зафіксували події під час польоту. Камери відокремились після закінчення роботи двигунів першого ступеня, але не здійснили посадки.
Макет разом з другим ступенем зійшли з орбіти 22 вересня після 59 обертів.
Було отримано усі заплановані результати, зокрема перевірено роботу систем: реактивної, управління, структурної. Було випробувано макет Аполлона під час входження в атмосферу. Було випробувано відстріл системи порятунку на старті, а також сумісність макета з ракетою-носієм.
Після семи успішних запусків Керівництво НАСА визнало ракету Сатурн-1 придатною до використання.